# أم ثابت بنت سمرة
أم ثابت نارية بنت سمرة بن جندب هي أحد بنات الصحابي سمرة بن جندب، تزوجها المختار الثقفي، وأنجبت له إسحاق وثابت ونائلة.
بعد مقتل المختار الثقفي على يد مصعب بن الزبير، أتى بزوجتيه فسأل أم ثابت بنت سمرة بن جندب امرأة المختار عنه، فقالت: «ما عسى أن أقول فيه إلا ما تقولون أنتم فيه.»، فتركها واستدعى بزوجته الأخرى، وهي: عمرة بنت النعمان بن بشير، فقال لها: «ما تقولين فيه؟»، فقالت: «رحمه الله، لقد كان عبدًا من عباد الله الصالحين.»، فسجنها مصعب، وكتب إلى أخيه عبد الله بن الزبير أنها تزعم أنه نبي، فرد عليه عبد الله أن يخرجها فيقتلها.